# 綾小路俊宗
綾小路 俊宗（あやのこうじ としむね、元禄3年〈1690年〉3月8日 - 明和7年〈1770年〉9月1日）は、江戸時代中期の公卿。

## 官歴
- 元禄16年（1703年）：従五位上、侍従
- 宝永3年（1706年）：正五位下、右少将
- 宝永6年（1709年）：従四位下、右中将
- 正徳2年（1712年）：従四位上
- 正徳5年（1715年）：正四位下
- 享保4年（1719年）：従三位
- 享保8年（1723年）：右兵衛督
- 享保9年（1724年）：正三位
- 享保10年（1725年）：参議
- 享保12年（1727年）：踏歌節会外弁
- 享保18年（1733年）：権中納言
- 享保19年（1734年）：従二位
- 元文3年（1738年）：按察使
- 延享4年（1747年）：正二位
- 宝暦8年（1758年）：権大納言

## 系譜
- 父：綾小路有胤
- 子：綾小路有美
- 子：倉橋有儀